# Aerospace Recommended Practices
Die Aerospace Recommended Practices sind eine von den Luftfahrtbehörden Joint Aviation Authorities (JAA)  herausgegebene Sammlung von Dokumenten, welche die Anforderungen an komplexe Systeme in Flugzeugen (z. B. IT-Systeme) beschreibt. 
Hier geht es im Wesentlichen um Ausfallsicherheit und redundante Systeme.